# Principato dell'Isola d'Elba
Il principato dell'Isola d'Elba fu un piccolo Stato europeo, esistito nel XIX secolo dal 1814 al 1815, retto da Napoleone Bonaparte, già imperatore dei francesi e re d'Italia.

## Storia

### Costituzione
Il principato dell'isola d'Elba fu creato il 13 aprile 1814 in virtù del trattato di Fontainebleau in base al quale si permetteva a Napoleone Bonaparte di conservare i suoi titoli nobiliari rinunciando per sé e per i suoi discendenti a qualsiasi diritto dinastico sulla Francia, l'Italia e gli altri paesi già appartenuti al Primo Impero francese. In cambio, in base all'articolo 3 del menzionato accordo, Napoleone e sua moglie, Maria Luisa, avrebbero goduto unitamente ai loro eredi della piena sovranità sull'Isola d'Elba ed arcipelago toscano, escluse l'isola del Giglio e Capraia, sotto la forma di un principato indipendente.

### Presa di possesso
Napoleone rimase alla guida del piccolo Stato per dieci mesi, dal 14 aprile 1814 al 1º marzo 1815. Durante l'intero periodo, Bonaparte organizzò il suo ritorno in territorio francese, pur dedicandosi meticolosamente all'amministrazione dell'isola.
Il 4 maggio 1814 fu emanato un editto che annunciava la presa di possesso dell'Elba da parte dell'ex imperatore. Il suo testo originale dichiarava: «Ce 4 mai 1814. S.M. l'empereur Napoléon ayant pris possession de l'île d'Elbe, le général Drouot, gouverneur de l'île, au nom de l'Empereur, a fait arborer sur les forts, le pavillon de l'île: fond blanc traversé diagonalement d'une bande rouge semée de trois abeilles fond d'or. Ce pavillon a été salué par les batteries des forts de la côte, de la frégate anglaise l'Undaunted et les bâtiments de guerre français qui se trouvaient dans le port. En foi de quoi, nous, commissaires des puissances alliées, avons signé le présent procès-verbal avec le général Drouot, gouverneur de l'île, et le général Dalesme, commandant supérieur de l'île. Fait à Porto-Ferrajo le 4 mai 1814». Dei suoi familiari il Bonaparte accolse nell'isola solo la madre Letizia e la sorella Paolina.
Quando Napoleone riuscì a rientrare in Francia, anche se gli esiti saranno disastrosi, lasciò il suo piccolo principato per sempre: le decisioni del Congresso di Vienna sancirono l'incorporazione sia dell'isola che dell'antico Principato di Piombino, di cui prima faceva parte, nel Granducato di Toscana, nonostante le proteste degli ultimi Boncompagni-Ludovisi. I ricordi napoleonici verranno conservati con cura nelle residenze, trasformate poi in musei.

### Organizzazione della piccola corte

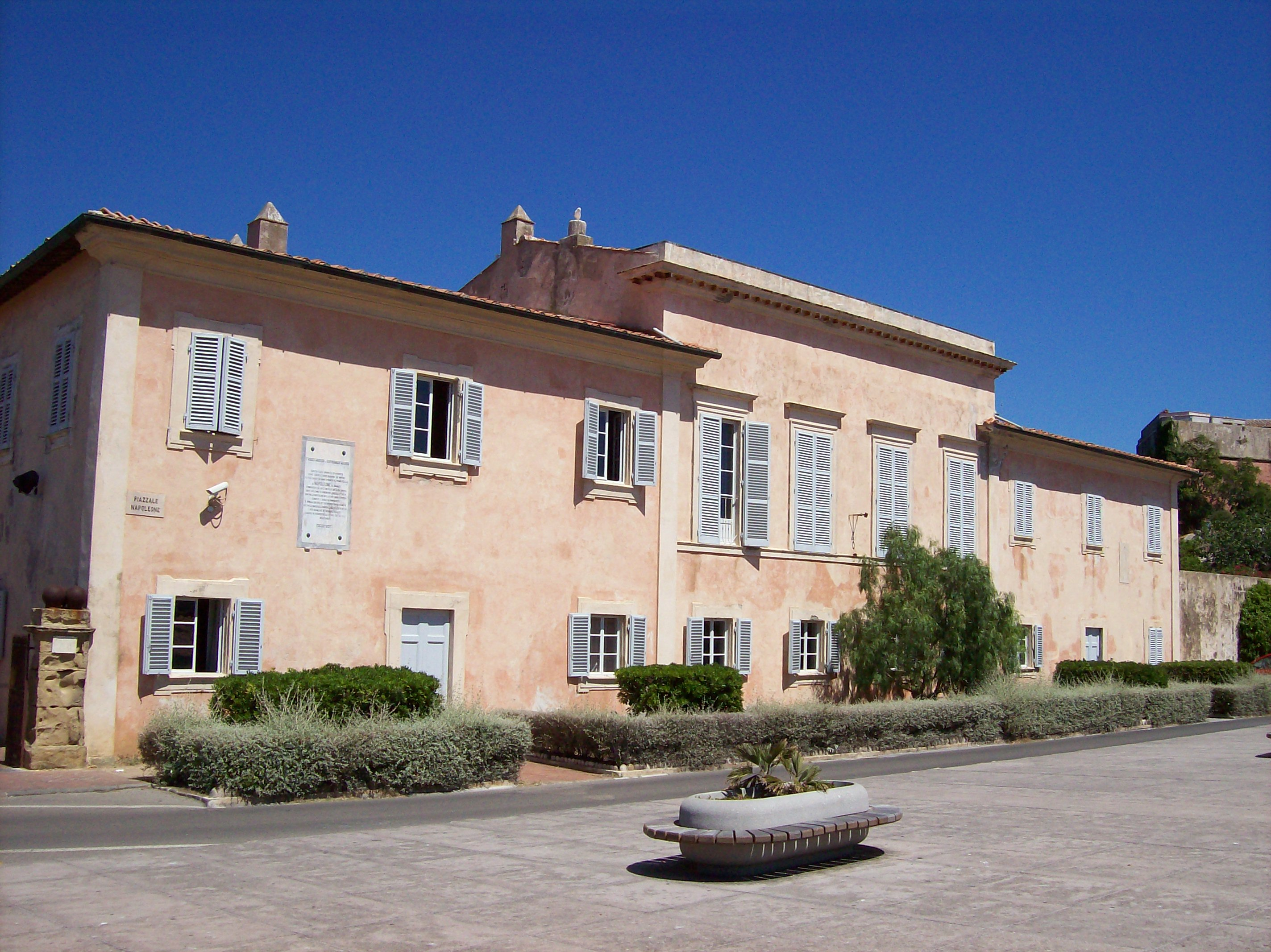
La palazzina dei Mulini a Portoferraio

Durante il suo regno, Napoleone prese alloggio presso la palazzina dei Mulini, in qualità di «reggia» urbana, edificio situato a Portoferraio sulla sommità della rocca che dominava il porto vecchio: vicino c'era anche il teatro, ancora esistente. In un primo periodo Napoleone dimorò per qualche giorno nel municipio della città assurta al rango di capitale del principato. Per uso privato, invece, scelse come abitazione, nel piccolo entroterra dell'isola, la villa di San Martino. Si trattenne poi nel romitorio annesso al santuario della Madonna del Monte dal 23 agosto al 5 settembre, dove fu raggiunto per soli due giorni da Maria Walewska con il figlioletto Alexandre.
Così il suo primo valletto di camera Louis Joseph Marchand descriveva la palazzina dei Mulini: «Questa palazzina, al pianterreno, era composta da dieci stanze, quattro avevano una vista sulla città, con un ingresso, un salone, una sala da pranzo, una piccola galleria, mentre le altre sei erano prospicienti sul giardino e verso mare: un ufficio, una biblioteca, una camera da letto, un bagno, più due camere da letto per i domestici. Questa casa era situata nella parte superiore di una delle strade più ripide della città, a mezza costa, dominata dal Forte Stella dove stava il generale Cambronne; a sinistra invece, vi era il Forte Falcone che era più lontano dove erano acquartierate le guardie polacche ed i mamelucchi. Questi due forti, uniti da un passaggio coperto, costituivano il sistema di difesa della città verso il mare»

### Ordinamento politico
Lo Stato elbano fu di fatto una monarchia assoluta con a capo Napoleone, il quale si circondò dei suoi antichi fidati dignitari che svolsero il ruolo di ministri. Tra questi da ricordare il Generale Bertrand, segretario degli Affari Interni e pubblici, Antoine Drouot, governatore militare e ministro della Guerra, il generale Cambronne, il quale divenne invece capo della guardia imperiale, della quarantena e comandante della piazza di Portoferraio e dell'isolotto della Palmaiola.
Nel tradizionale vessillo elbano fece inserire tre api d'oro che dovevano alludere alle tre parti in cui in precedenza era politicamente divisa l'isola: gran parte dell'Elba apparteneva al Principato di Piombino (degli Appiani, poi dei Ludovisi e Boncompagni Ludovisi), mentre Cosmopoli (Portoferraio) apparteneva al Granducato di Toscana (dei Medici e poi degli Asburgo-Lorena) e Porto Longone (Porto Azzurro) allo Stato dei Presidi (appannaggio militare del Regno di Napoli).